# Elecciones estatales de Coahuila de 2005
Las elecciones estatales de Coahuila de 2005 se llevaron a cabo el domingo 25 de septiembre de 2005, y en ellas se renovaron los siguientes cargos de elección popular en el estado mexicano de Coahuila:
- Gobernador de Coahuila. Titular del Poder Ejecutivo del estado, electo para un periodo de seis años no reelegibles en ningún caso, el candidato electo fue Humberto Moreira Valdez.[1]
- 38 ayuntamientos. Compuestos por un presidente Municipal y regidores, electos para un periodo de cuatro años no reelegibles para el periodo inmediato.
- 35 Diputados al Congreso del Estado.20 Electos por mayoría relativa en cada uno de los Distrito Electorales y 15 Electos bajo el principio de Representación Proporcional.

## Resultados electorales

### Gobernador
|  | 36.1 % |

|  | 55.8 % |

|  | 3.5 % |

|  | 1.2 % |

|  | 97.31 % |

|  | 2.68 % |

|  | 52.84 % |

|  | 47.16 % |

Fuente: Instituto de Mercadotecnia y Opinión

## Ayuntamientos
|  | 34.09 % |

|  | 49.27 % |

|  | 6.88 % |

|  | 1.72 % |

|  | 1.16 % |

|  | 5.47 % |

|  | 0.99 % |

|  | 97.64 % |

|  | 2.35 % |

|  | 52.77 % |

|  | 47.23 % |

#### Ayuntamiento de Abasolo
|  | 51.83 % |

|  | 47.79 % |

|  | 0.00 % |

|  | 0.00 % |

|  | 0.00 % |

|  | 0.38 % |

|  | 0.00 % |

|  | 99.37 % |

|  | 0.63 % |

|  | 74.09 % |

|  | 25.91 % |

#### Ayuntamiento de Acuña
|  | 9.59 % |

|  | 40.33 % |

|  | 1.36 % |

|  | 0.95 % |

|  | 0.89 % |

|  | 43.60 % |

|  | 0.55 % |

|  | 98.47 % |

|  | 1.53 % |

|  | 46.00 % |

|  | 54.00 % |

#### Ayuntamiento de Allende
|  | 44.40 % |

|  | 55.60 % |

|  | 0.00 % |

|  | 0.00 % |

|  | 0.00 % |

|  | 0.00 % |

|  | 0.00 % |

|  | 98.77 % |

|  | 1.23 % |

|  | 52.98 % |

|  | 47.02 % |

#### Ayuntamiento de Candela
|  | 30.20 % |

|  | 65.50 % |

|  | 4.12 % |

|  | 0.00 % |

|  | 0.00 % |

|  | 0.18 % |

|  | 0.00 % |

|  | 98.24 % |

|  | 1.76 % |

|  | 75.78 % |

|  | 24.22 % |

#### Ayuntamiento de Castaños
|  | 18.93 % |

|  | 40.16 % |

|  | 33.85 % |

|  | 6.74 % |

|  | 0.00 % |

|  | 0.30 % |

|  | 0.00 % |

|  | 98.18 % |

|  | 1.82 % |

|  | 55.79 % |

|  | 44.21 % |

#### Ayuntamiento de Escobedo
|  | 49.41 % |

|  | 49.20 % |

|  | 0.00 % |

|  | 0.00 % |

|  | 0.00 % |

|  | 0.21 % |

|  | 0.00 % |

|  | 98.76 % |

|  | 1.24 % |

|  | 67.30 % |

|  | 32.70 % |

#### Ayuntamiento de Cuatrocienegas
|  | 16.83 % |

|  | 52.79 % |

|  | 20.28 % |

|  | 0.28 % |

|  | 0.00 % |

|  | 9.17 % |

|  | 0.56 % |

|  | 98.23 % |

|  | 1.77 % |

|  | 65.88 % |

|  | 34.12 % |

#### Ayuntamiento de Francisco I. Madero
|  | 3.95 % |

|  | 39.92 % |

|  | 35.20 % |

|  | 2.98 % |

|  | 0.00 % |

|  | 17.95 % |

|  | 0.00 % |

|  | 93.98 % |

|  | 6.02 % |

|  | 59.62 % |

|  | 40.38 % |

#### Ayuntamiento de Frontera
|  | 36.57 % |

|  | 58.49 % |

|  | 1.60 % |

|  | 0.84 % |

|  | 0.88 % |

|  | 0.05 % |

|  | 1.54 % |

|  | 97.80 % |

|  | 2.20 % |

|  | 53.16 % |

|  | 46.84 % |

#### Ayuntamiento de General Cepeda
|  | 28.56 % |

|  | 51.55 % |

|  | 4.71 % |

|  | 15.01 % |

|  | 0.00 % |

|  | 0.07 % |

|  | 0.00 % |

|  | 96.55 % |

|  | 3.45 % |

|  | 56.30 % |

|  | 43.70 % |

#### Ayuntamiento de Hidalgo
|  | 38.16 % |

|  | 61.84 % |

|  | 0.00 % |

|  | 0.00 % |

|  | 0.00 % |

|  | 0.00 % |

|  | 0.00 % |

|  | 98.99 % |

|  | 1.01 % |

|  | 74.14 % |

|  | 25.86 % |

#### Ayuntamiento de Jiménez
|  | 1.46 % |

|  | 37.06 % |

|  | 52.20 % |

|  | 5.44 % |

|  | 0.00 % |

|  | 1.01 % |

|  | 0.00 % |

|  | 97.82 % |

|  | 2.18 % |

|  | 59.10 % |

|  | 40.90 % |

#### Ayuntamiento de Juárez
|  | 44.82 % |

|  | 38.26 % |

|  | 0.00 % |

|  | 0.00 % |

|  | 0.00 % |

|  | 16.92 % |

|  | 0.00 % |

|  | 97.66 % |

|  | 2.34 % |

|  | 69.67 % |

|  | 30.33 % |

#### Ayuntamiento de Lamadrid
|  | 27.18 % |

|  | 43.20 % |

|  | 27.48 % |

|  | 2.13 % |

|  | 0.00 % |

|  | 0.00 % |

|  | 0.00 % |

|  | 98.31 % |

|  | 1.69 % |

|  | 70.09 % |

|  | 29.91 % |

#### Ayuntamiento de Matamoros
|  | 24.10 % |

|  | 37.31 % |

|  | 2.41 % |

|  | 1.41 % |

|  | 0.00 % |

|  | 33.47 % |

|  | 1.14 % |

|  | 96.52 % |

|  | 3.44 % |

|  | 62.70 % |

|  | 37.30 % |

#### Ayuntamiento de Monclova
|  | 39.27 % |

|  | 52.56 % |

|  | 6.46 % |

|  | 0.79 % |

|  | 0.55 % |

|  | 0.00 % |

|  | 0.38 % |

|  | 98.32 % |

|  | 1.68 % |

|  | 48.88 % |

|  | 51.12 % |

#### Ayuntamiento de Morelos
|  | 47.80 % |

|  | 50.77 % |

|  | 0.00 % |

|  | 0.00 % |

|  | 0.00 % |

|  | 0.40 % |

|  | 0.00 % |

|  | 99.18 % |

|  | 0.82 % |

|  | 63.44 % |

|  | 36.56 % |

#### Ayuntamiento de Nadadores
|  | 43.02 % |

|  | 53.18 % |

|  | 1.76 % |

|  | 0.00 % |

|  | 0.00 % |

|  | 0.00 % |

|  | 0.00 % |

|  | 97.82 % |

|  | 2.18 % |

|  | 67.05 % |

|  | 32.95 % |

#### Ayuntamiento de Muzquiz
|  | 7.76 % |

|  | 59.65 % |

|  | 5.63 % |

|  | 5.04 % |

|  | 1.46 % |

|  | 18.22 % |

|  | 1.14 % |

|  | 97.46 % |

|  | 2.54 % |

|  | 50.18 % |

|  | 49.82 % |

#### Ayuntamiento de Nava
|  | 35.98 % |

|  | 48.59 % |

|  | 0.00 % |

|  | 0.00 % |

|  | 1.10 % |

|  | 10.06 % |

|  | 4.28 % |

|  | 97.98 % |

|  | 2.02 % |

|  | 57.87 % |

|  | 42.13 % |

#### Ayuntamiento de Ocampo
|  | 3.74 % |

|  | 45.55 % |

|  | 28.70 % |

|  | 22.01 % |

|  | 0.00 % |

|  | 0.00 % |

|  | 0.00 % |

|  | 98.52 % |

|  | 1.48 % |

|  | 58.13 % |

|  | 41.87 % |

#### Ayuntamiento de Parras
|  | 5.37 % |

|  | 38.38 % |

|  | 16.34 % |

|  | 7.70 % |

|  | 0.00 % |

|  | 30.83 % |

|  | 1.19 % |

|  | 96.55 % |

|  | 3.45 % |

|  | 56.30 % |

|  | 43.70 % |

#### Ayuntamiento de Piedras Negras
|  | 30.00 % |

|  | 60.36 % |

|  | 4.41 % |

|  | 0.48 % |

|  | 3.64 % |

|  | 0.28 % |

|  | 0.00 % |

|  | 98.59 % |

|  | 1.41 % |

|  | 40.03 % |

|  | 59.97 % |

#### Ayuntamiento de Progreso
|  | 4.02 % |

|  | 69.09 % |

|  | 0.00 % |

|  | 6.45 % |

|  | 0.00 % |

|  | 14.50 % |

|  | 4.73 % |

|  | 98.18 % |

|  | 1.82 % |

|  | 63.02 % |

|  | 36.98 % |

#### Ayuntamiento de Ramos Arizpe
|  | 59.07 % |

|  | 38.46 % |

|  | 0.85 % |

|  | 0.83 % |

|  | 0.00 % |

|  | 0.09 % |

|  | 0.59 % |

|  | 98.25 % |

|  | 1.75 % |

|  | 63.73 % |

|  | 36.27 % |

#### Ayuntamiento de Sabinas
|  | 14.77 % |

|  | 40.83 % |

|  | 1.60 % |

|  | 0.00 % |

|  | 6.31 % |

|  | 11.03 % |

|  | 23.37 % |

|  | 98.23 % |

|  | 1.77 % |

|  | 55.40 % |

|  | 44.60 % |

#### Ayuntamiento de Sacramento
|  | 9.13 % |

|  | 41.86 % |

|  | 42.17 % |

|  | 5.82 % |

|  | 0.00 % |

|  | 0.00 % |

|  | 0.00 % |

|  | 98.07 % |

|  | 1.93 % |

|  | 82.23 % |

|  | 17.77 % |

#### Ayuntamiento de Saltillo
|  | 37.10 % |

|  | 56.22 % |

|  | 2.23 % |

|  | 1.42 % |

|  | 1.93 % |

|  | 0.33 % |

|  | 0.26 % |

|  | 97.38 % |

|  | 2.62 % |

|  | 48.83 % |

|  | 51.17 % |

#### Ayuntamiento de San Buenaventura
|  | 26.21 % |

|  | 47.04 % |

|  | 0.00 % |

|  | 26.75 % |

|  | 0.00 % |

|  | 0.07 % |

|  | 0.00 % |

|  | 98.69 % |

|  | 1.31 % |

|  | 54.84 % |

|  | 45.16 % |

#### Ayuntamiento de San Juan de Sabinas
|  | 19.01 % |

|  | 51.43 % |

|  | 23.93 % |

|  | 0.92 % |

|  | 2.66 % |

|  | 1.55 % |

|  | 0.00 % |

|  | 98.05 % |

|  | 1.95 % |

|  | 57.15 % |

|  | 42.85 % |

#### Ayuntamiento de San Pedro de las Colonias
|  | 3.24 % |

|  | 46.69 % |

|  | 48.02 % |

|  | 0.77 % |

|  | 0.42 % |

|  | 0.86 % |

|  | 0.00 % |

|  | 96.58 % |

|  | 3.42 % |

|  | 58.43 % |

|  | 41.57 % |

#### Ayuntamiento de Sierra Mojada
|  | 26.06 % |

|  | 63.74 % |

|  | 3.80 % |

|  | 5.66 % |

|  | 0.00 % |

|  | 0.22 % |

|  | 0.00 % |

|  | 98.32 % |

|  | 1.68 % |

|  | 42.66 % |

|  | 57.34 % |

#### Ayuntamiento de Torreón
|  | 52.48 % |

|  | 43.62 % |

|  | 2.11 % |

|  | 0.76 % |

|  | 0.70 % |

|  | 0.00 % |

|  | 0.33 % |

|  | 97.82 % |

|  | 2.18 % |

|  | 56.35 % |

|  | 43.65 % |

#### Ayuntamiento de Viesca
|  | 11.87 % |

|  | 77.32 % |

|  | 7.55 % |

|  | 1.45 % |

|  | 0.00 % |

|  | 0.83 % |

|  | 0.86 % |

|  | 97.47 % |

|  | 2.53 % |

|  | 51.31 % |

|  | 48.69 % |

#### Ayuntamiento de Villa Unión
|  | 33.45 % |

|  | 64.89 % |

|  | 0.00 % |

|  | 0.00 % |

|  | 0.00 % |

|  | 0.42 % |

|  | 0.00 % |

|  | 98.00 % |

|  | 2.00 % |

|  | 61.19 % |

|  | 38.81 % |

#### Ayuntamiento de Zaragoza
|  | 39.57 % |

|  | 49.83 % |

|  | 6.42 % |

|  | 0.79 % |

|  | 0.00 % |

|  | 1.12 % |

|  | 0.00 % |

|  | 97.65 % |

|  | 2.36 % |

|  | 55.74 % |

|  | 44.26 % |

## Resultados electorales

### Diputados

#### 1.º distrito. Saltillo Sur
|  | 19.70 % |

|  | 69.18 % |

|  | 4.27 % |

|  | 1.60 % |

|  | 4.73 % |

|  | 0.33 % |

|  | 0.23 % |

|  | 97.71 % |

|  | 2.29 % |

|  | 40.96 % |

|  | 59.04 % |

#### 2.º distrito. Saltillo Centro-Oriente
|  | 26.41 % |

|  | 61.51 % |

|  | 3.49 % |

|  | 2.42 % |

|  | 4.99 % |

|  | 0.25 % |

|  | 0.90 % |

|  | 0.30 % |

|  | 0.00 % |

|  | 97.36 % |

|  | 2.64 % |

|  | 38.02 % |

|  | 61.98 % |

#### 3.º distrito. Saltillo Centro-Poniente
|  | 29.39 % |

|  | 56.09 % |

|  | 4.49 % |

|  | 4.16 % |

|  | 4.95 % |

|  | 0.23 % |

|  | 0.65 % |

|  | 0.26 % |

|  | 0.00 % |

|  | 97.33 % |

|  | 2.67 % |

|  | 36.14 % |

|  | 63.86 % |

#### 4.º distrito. Saltillo Norte
|  | 34.01 % |

|  | 53.94 % |

|  | 4.72 % |

|  | 2.13 % |

|  | 4.03 % |

|  | 0.22 % |

|  | 0.64 % |

|  | 0.35 % |

|  | 0.00 % |

|  | 98.31 % |

|  | 1.69 % |

|  | 38.92 % |

|  | 61.08 % |

#### 5.º distrito. Saltillo Oriente
|  | 22.69 % |

|  | 67.49 % |

|  | 3.03 % |

|  | 1.47 % |

|  | 4.65 % |

|  | 0.26 % |

|  | 0.38 % |

|  | 0.00 % |

|  | 0.00 % |

|  | 97.88 % |

|  | 2.12 % |

|  | 34.78 % |

|  | 65.22 % |

#### 6.º distrito. Parras
|  | 28.17 % |

|  | 53.66 % |

|  | 9.03 % |

|  | 3.80 % |

|  | 4.60 % |

|  | 0.00 % |

|  | 96.33 % |

|  | 3.67 % |

|  | 42.96 % |

|  | 57.04 % |

#### 7.º distrito. Matamoros
|  | 50.06 % |

|  | 6.96 % |

|  | 7.40 % |

|  | 2.50 % |

|  | 30.70 % |

|  | 2.38 % |

|  | 0.00 % |

|  | 95.39 % |

|  | 4.61 % |

|  | 52.04 % |

|  | 47.57 % |

#### 8.º distrito. Torreón
|  | 47.27 % |

|  | 45.10 % |

|  | 3.34 % |

|  | 1.16 % |

|  | 2.26 % |

|  | 0.87 % |

|  | 0.00 % |

|  | 96.89 % |

|  | 3.11 % |

|  | 43.86 % |

|  | 56.14 % |

#### 9.º distrito. Torreón
|  | 57.32 % |

|  | 35.77 % |

|  | 3.64 % |

|  | 0.79 % |

|  | 1.93 % |

|  | 0.18 % |

|  | 0.37 % |

|  | 0.00 % |

|  | 97.16 % |

|  | 2.39 % |

|  | 45.30 % |

|  | 54.70 % |

#### 10.º distrito. Torreón
|  | 51.00 % |

|  | 67.45 % |

|  | 4.18 % |

|  | 1.65 % |

|  | 2.74 % |

|  | 0.97 % |

|  | 0.00 % |

|  | 98.78 % |

|  | 1.22 % |

|  | 42.84 % |

|  | 57.16 % |

#### 11.º distrito. Torreón
|  | 52.28 % |

|  | 36.35 % |

|  | 6.44 % |

|  | 1.48 % |

|  | 2.81 % |

|  | 0.21 % |

|  | 0.42 % |

|  | 0.00 % |

|  | 98.60 % |

|  | 1.40 % |

|  | 42.89 % |

|  | 57.11 % |

#### 12.º distrito. Torreón
|  | 44.09 % |

|  | 45.45 % |

|  | 4.57 % |

|  | 1.97 % |

|  | 2.08 % |

|  | 0.89 % |

|  | 0.94 % |

|  | 0.00 % |

|  | 95.99 % |

|  | 4.01 % |

|  | 44.79 % |

|  | 55.21 % |

#### 13.º distrito. San Pedro de las Colonias
|  | 7.55 % |

|  | 55.66 % |

|  | 27.57 % |

|  | 2.32 % |

|  | 1.22 % |

|  | 4.91 % |

|  | 0.46 % |

|  | 0.24 % |

|  | 0.00 % |

|  | 95.52 % |

|  | 4.48 % |

|  | 47.98 % |

|  | 52.02 % |

#### 14.º distrito. Frontera
|  | 29.15 % |

|  | 51.52 % |

|  | 8.08 % |

|  | 5.13 % |

|  | 4.30 % |

|  | 0.77 % |

|  | 0.93 % |

|  | 0.28 % |

|  | 0.00 % |

|  | 97.20 % |

|  | 2.80 % |

|  | 37.94 % |

|  | 62.06 % |

#### 15.º distrito. Monclova Sur
|  | 36.69 % |

|  | 48.21 % |

|  | 8.67 % |

|  | 2.40 % |

|  | 3.66 % |

|  | 0.17 % |

|  | 0.20 % |

|  | 0.00 % |

|  | 97.43 % |

|  | 2.66 % |

|  | 33.25 % |

|  | 66.75 % |

#### 16.º distrito. Monclova Norte
|  | 39.28 % |

|  | 49.51 % |

|  | 5.12 % |

|  | 1.65 % |

|  | 3.09 % |

|  | 0.29 % |

|  | 1.07 % |

|  | 0.00 % |

|  | 96.90 % |

|  | 3.10 % |

|  | 36.39 % |

|  | 63.61 % |

#### 17.º distrito. Sabinas
|  | 21.37 % |

|  | 53.95 % |

|  | 2.70 % |

|  | 2.71 % |

|  | 2.66 % |

|  | 16.24 % |

|  | 0.00 % |

|  | 97.54 % |

|  | 2.46 % |

|  | 97.54 % |

|  | 64.95 % |

#### 18.º distrito. Muzquiz
|  | 51.49 % |

|  | 4.61 % |

|  | 3.67 % |

|  | 3.20 % |

|  | 35.64 % |

|  | 1.39 % |

|  | 0.00 % |

|  | 92.24 % |

|  | 7.76 % |

|  | 38.06 % |

|  | 61.94 % |

#### 19.º distrito. Acuña
|  | 44.77 % |

|  | 7.40 % |

|  | 1.51 % |

|  | 1.70 % |

|  | 43.62 % |

|  | 1.01 % |

|  | 0.00 % |

|  | 97.31 % |

|  | 2.69 % |

|  | 36.06 % |

|  | 63.94 % |

#### 20.º distrito. Piedras Negras
|  | 34.44 % |

|  | 49.51 % |

|  | 7.80 % |

|  | 1.33 % |

|  | 5.72 % |

|  | 0.46 % |

|  | 0.36 % |

|  | 0.41 % |

|  | 0.00 % |

|  | 98.05 % |

|  | 1.95 % |

|  | 31.82 % |

|  | 68.18 % |

### Diputados Electos a la LVII Legislatura
| Distrito        | Candidato electo                    |
| --------------- | ----------------------------------- |
| I               | Guadalupe Sergio Resendiz Boone     |
| II              | José Luis Alcala de la Peña         |
| III             | Julián Montoya de la Fuente         |
| IV              | José Luis Moreno Aguirre            |
| V               | Alfio Vega de la Peña               |
| VI              | Raúl Xavier González Valdés         |
| VII             | Juan Carlos Ayup Guerrero           |
| VIII            | Jesús Manuel Pérez Valenzuela       |
| IX              | Luis Gurza Jaidar                   |
| X               | José Ignacio Máynez Varela          |
| XI              | Luis Alberto Mendoza Balderas       |
| XII             | Miguel Riquelme Solís               |
| XIII            | Jorge Antonio Abdala Serna          |
| XIV             | Juan Alejandro de Luna González     |
| XV              | Julieta López Fuentes               |
| XVI             | Jeanne Margaret Snydelaar Hardwicke |
| XVII            | Jesús María Montemayor Garza        |
| XVIII           | Francisco Javier Cruz Sánchez       |
| XIX             | Francisco Saracho Navarro           |
| XX              | Leocadio Hernández Torres           |
| Plurinominal 1  | José Antonio Jacinto Pacheco        |
| Plurinominal 2  | Silvia Guadalupe Garza Galván       |
| Plurinominal 3  | Jorge Arturo Rosales Saade          |
| Plurinominal 4  | José Francisco Cortes Lozano        |
| Plurinominal 5  | Adrián Armando Peña Valdés          |
| Plurinominal 6  | Genaro Fuantos                      |
| Plurinominal 7  | Lorenzo Davila                      |
| Plurinominal 8  | Alfredo Garza Castillo              |
| Plurinominal 9  | Virgilio Maltos                     |
| Plurinominal 10 | José Refugio Sandoval Rodríguez     |
| Plurinominal 11 | Jorge Alberto Guajardo Garza        |
| Plurinominal 12 | Horacio de Jesús del Bosque Davila  |
| Plurinominal 13 | Antonio Juan Marcos Villarreal      |
| Plurinominal 14 | Roman Alberto Cepeda González       |
| Plurinominal 15 | Demetrio Antonio Zúñiga Sánchez     |

## Legado
La participación de votantes se colocó en 52,7% siendo superior en 6 puntos a la acontecida tres años antes al emparejarse con la elección a gobernador. Se organizaron debates televisados entre los candidatos a la gubernatura asistiendo los representantes del PRI y PAN. Ante la debilidad del candidato albiazul originario de la Ciudad de México se impuso sin problemas el profesor Humberto Moreira en la contienda estelar por casi 20 puntos de ventaja.